# Ԗ
Rkha o rja (Ԗ) es una letra del alfabeto cirílico. Parece un dígrafo de las letras cirílicas Er (Р р) y Kha (Х х), pero no es una ligadura componible. Se usa en el antiguo eslavo eclesiástico y luego en el alfabeto usado en los años 1920 para el idioma moksha, donde representaba la vibrante múltiple alveolar sorda /r̥/. La letra es también usada para simbología en teoremas matemáticas.

## Historia
La letra fue utilizada por primera vez en la cartilla del idioma moksha por Z. F. Dorofeev en 1924 y se introdujo en el alfabeto oficial Moksha. Para 1927 fue abolido y reemplazado por el dígrafo px (y su versión palatalizada ԗь - en рх). Esta variante del alfabeto se usa casi sin cambios hoy día.
En el borrador del alfabeto latino de 1932, en lugar de ԗ, se utilizó el dígrafo rx, pero este alfabeto nunca llegó a desarrollarse. La letra denotaba un sonante sin voz [r̥].